# 155142 Tenagra
155142 Tenagra è un asteroide della fascia principale. Scoperto nel 2005, presenta un'orbita caratterizzata da un semiasse maggiore pari a 2,7625795 UA e da un'eccentricità di 0,0846923, inclinata di 0,08017° rispetto all'eclittica.